# امكويزا (كيك تنزاط)
امكويزا هو دُوَّار يقع بجماعة مولاي إبراهيم، إقليم الحوز، جهة مراكش آسفي في المملكة المغربية. ينتمي الدوّار لمشيخة كيك تنزاط التي تضم 33 دوار. يقدر عدد سكانه بـ 180 نسمة حسب الإحصاء الرسمي للسكان والسكنى لسنة 2004.

## روابط خارجية
- البوابة الوطنية للجماعات الترابية
- المندوبية السامية للتخطيط